# Rzędziny (stacja kolejowa)
Rzędziny – nieistniejąca stacja kolejowa w Rzędzinach w Polsce, w województwie zachodniopomorskim, w powiecie polickim, w gminie Dobra.